# Lepisma
Lepisma, popularmente conhecida por traça, é um género de insetos primitivos pertencentes à família Lepismatidae da ordem Zygentoma. O membro mais conhecido do gênero é a Lepisma saccharina (conhecida como bicho-da-prata, peixinho-de-prata ou traça-dos-livros, em Portugal).
No Brasil, a mais comumente chamada traça é a traça-da-lã (um inseto cuja larva se pendura pelas paredes, com seu casulo elíptico e achatado), comensal do homem e encontrada no mundo todo.
Lepismas são insetos comuns no interior dos edifícios, saindo de noite dos seus esconderijos para se alimentar de materiais ricos em proteína, açúcar ou amido. Atacam também os tecidos. Embora não tenham capacidade para digerir a queratina, a sua capacidade de digerir a celulose faz com que também possam se alimentar de papel, sendo esta uma importante praga que ataca este produto.

## Características
As três espécies possuem antenas longas e encurvadas e três caudas na região posterior, cada uma praticamente do tamanho do corpo, que pode atingir nos adultos cerca de 1,3 cm. Não possui asas, são brilhantes e têm uma coloração creme acinzentada.
As lepismas têm preferência por ambientes úmidos. O seu desenvolvimento é lento, dependente da temperatura e da umidade, podendo passar vários meses sem alimento. Os produtos com ação residual contendo clorpirifos, diazina e piretrinas são normalmente eficazes contra estas pragas, tanto no exterior como em interiores.